# Gehejmeråd
Gehejmeråd (af tysk Geheimrat, egentlig rådgiver, der er indviet i hemmeligheder) var på Christian 4.s tid en uofficiel betegnelse for kongens nærmeste og fornemste rådgivere uden for rigsrådet. Fra 1670-1770 blev det titlen for medlemmerne af gehejmekonseilet. Fra 1770-1808 var det en ærestitel, der gav rang i 1. klasse og gav ret til at kalde sig excellence.

## Historie
Titelen gehejmeråd var allerede i brug i Danmark på Christian 4.s tid. Den tillagdes enkelte af kongens fornemste og mest intime rådgivere uden for rigsrådet fx tysk kansler Ditlev Reventlow. Efter enevældens indførelse blev den hurtig den almindelige betegnelse for de kongelige råder, der på forlangende skulle fungere som kongens rådgivere, det være sig ved mundtlige eller skriftlige udtalelser. Det var ikke alle gehejmeråder, som kaldtes til rådslagningerne og fik sæde i konseillet. Der opstod hurtigt modsætning mellem virkelige gehejmeråder, der var konseilsmedlemmer og titulære gehejmeråder, hvis titel alene også gav dem plads i rangforordningens 1. klasse og prædikatet excellence.

## Gehejmekonferensråd
Titlen gehejmekonferensråd indførtes 1730 ved siden af gehejmeråd (ved sproglig sammensætning med titlen konferensråd). Den nye titel var fornemmere, men dog under virkelig gehejmeråd (dvs. gehejmeråder med sæde i Konseillet). Sondringen bortfaldt ved kgl. bekendtgørelse af 12. august 1808, der danner grundlaget for de nugældende forskrifter om rangforordningens første klasser. Der omtales nu hverken virkelige gehejmeråder, gehejmekonseillet eller gehejmeråder; den eneste længe bevarede (men nu afskaffet) var gehejmekonferensråd, der blev alm. rangtitel for 1. klasse. Samtidig indførtes gehejmeetatsråd som rangtitel for 2. klasse.
Titlen gehejmekonferensråd anvendtes også i Tyskland, både alene og i en række sammensætninger, men bortset fra "virkelige gehejmeråder med prædikatet excellence" rangerer den lavere end i Danmark. I England er den tilsvarende titel Privy Councillor (PS). 